# 圣郎培圣殿
圣郎培圣殿（St. Lambertus）是一座罗马天主教堂区教堂和宗座圣殿，位于德国杜塞尔多夫老城（Altstadt）的 Stiftsplatz 广场。2011年，圣郎培堂区合并了马希连堂（St. Maximilian）和圣母无玷始胎堂（St. Mariä Empfängnis）等堂区。他们的主保瞻礼日构成“莱茵河上最大的博览会”（Größte Kirmes am Rhein）的背景。

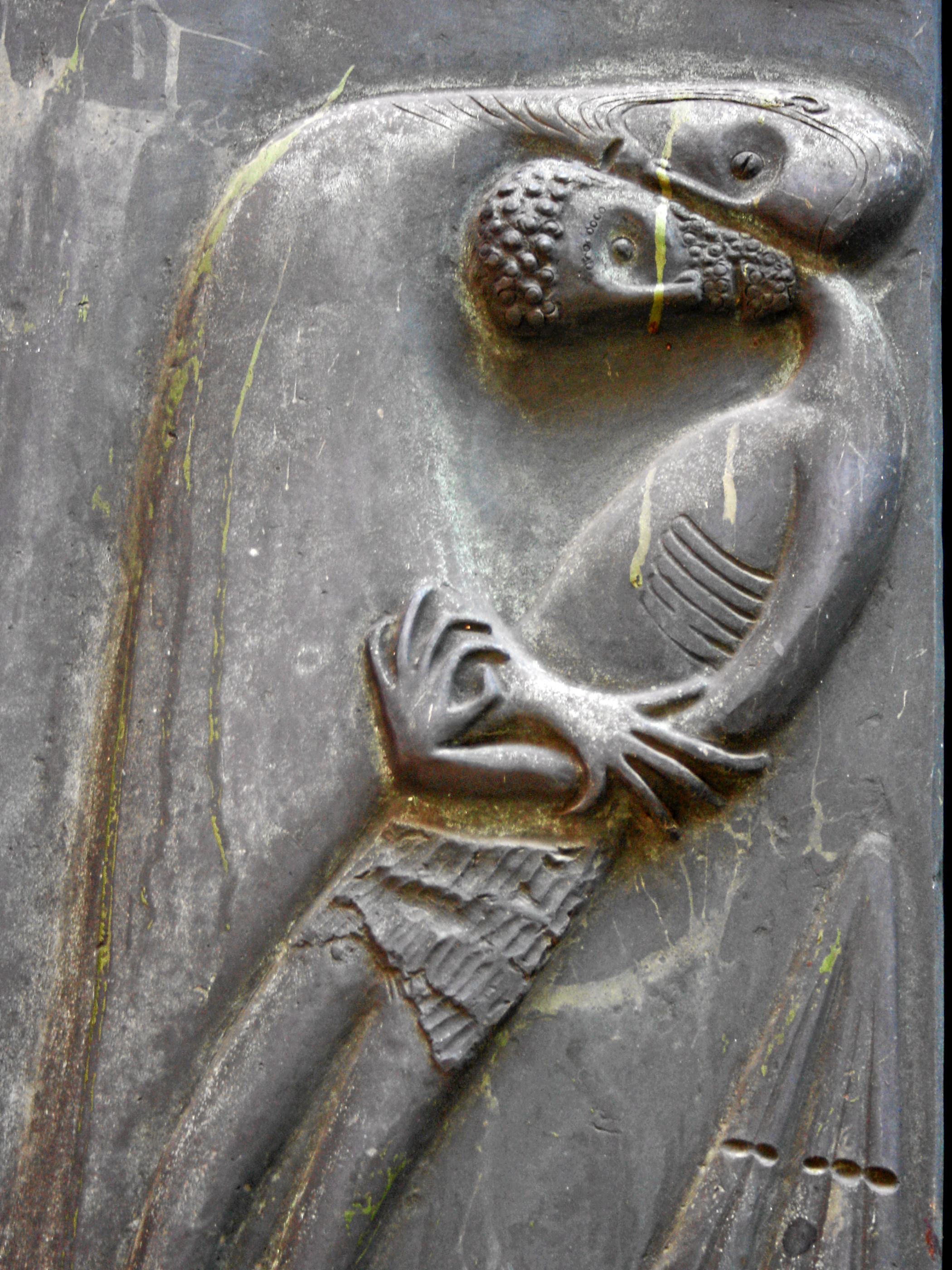
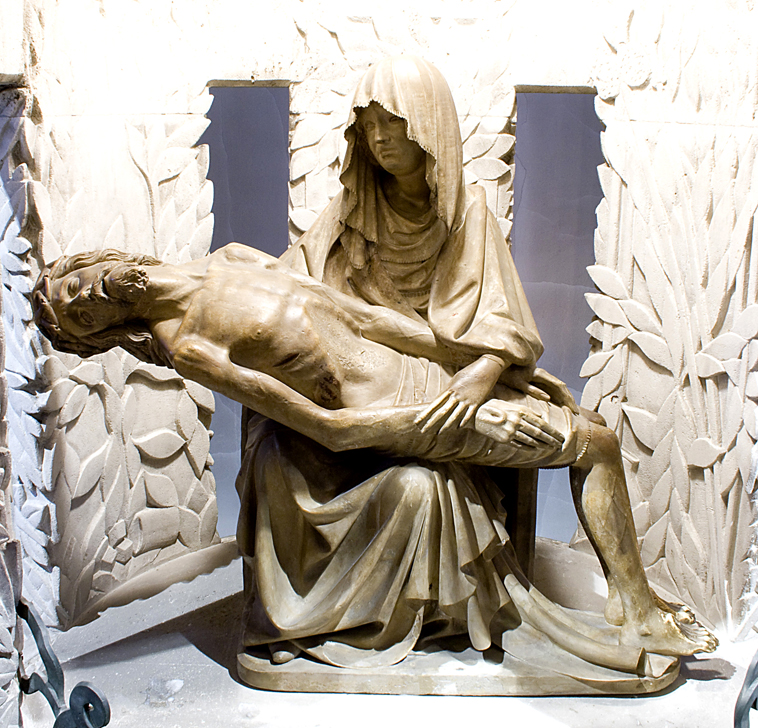
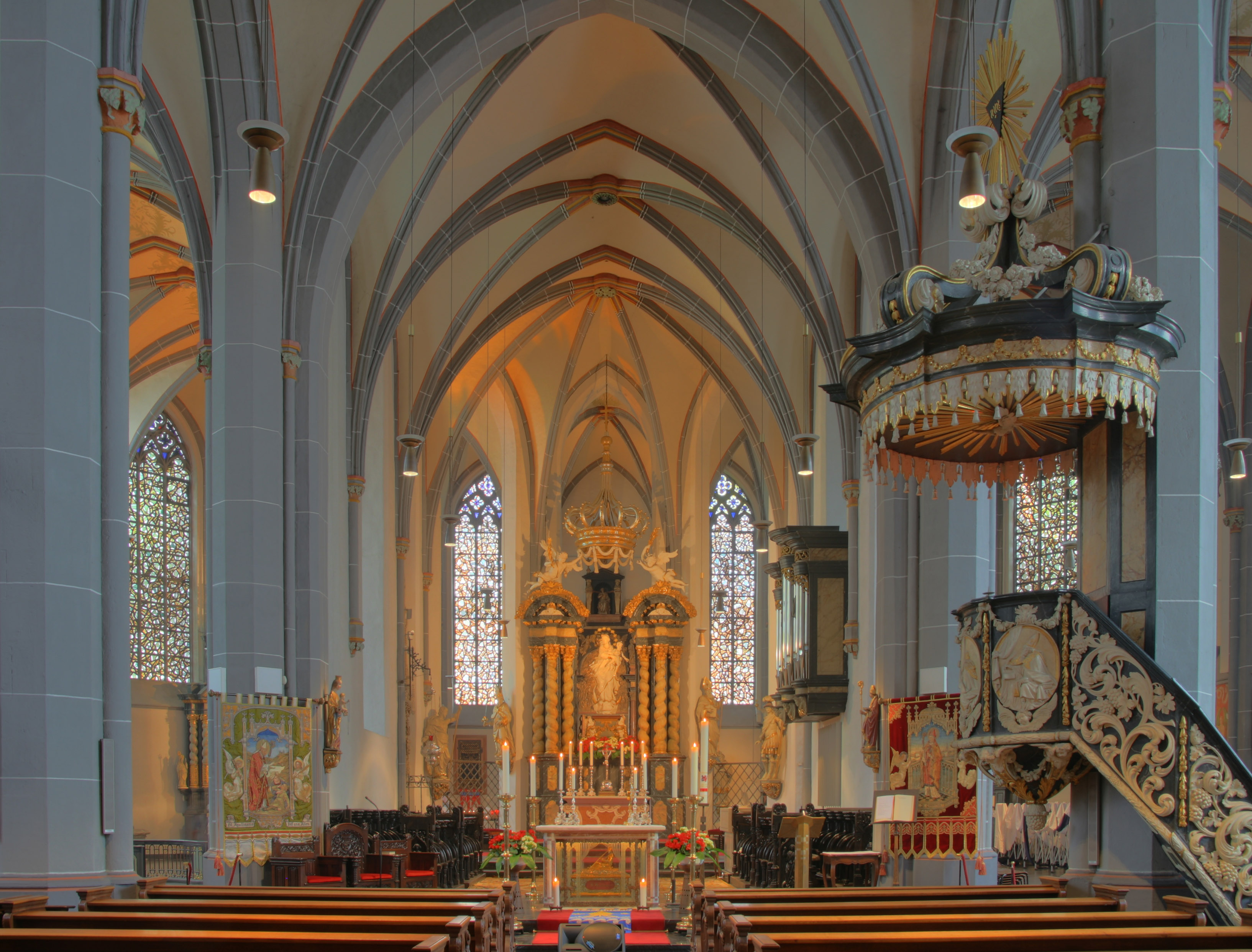
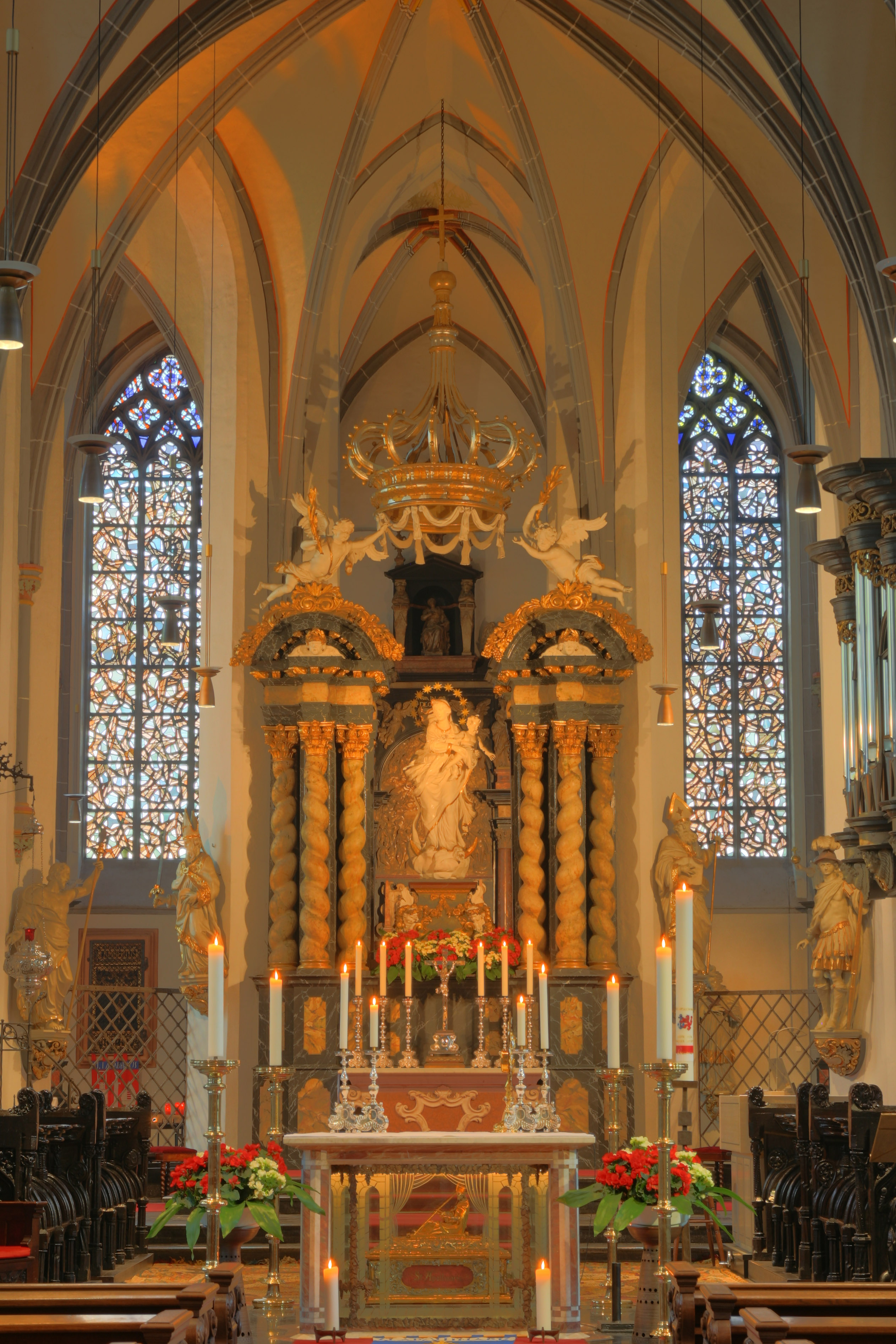
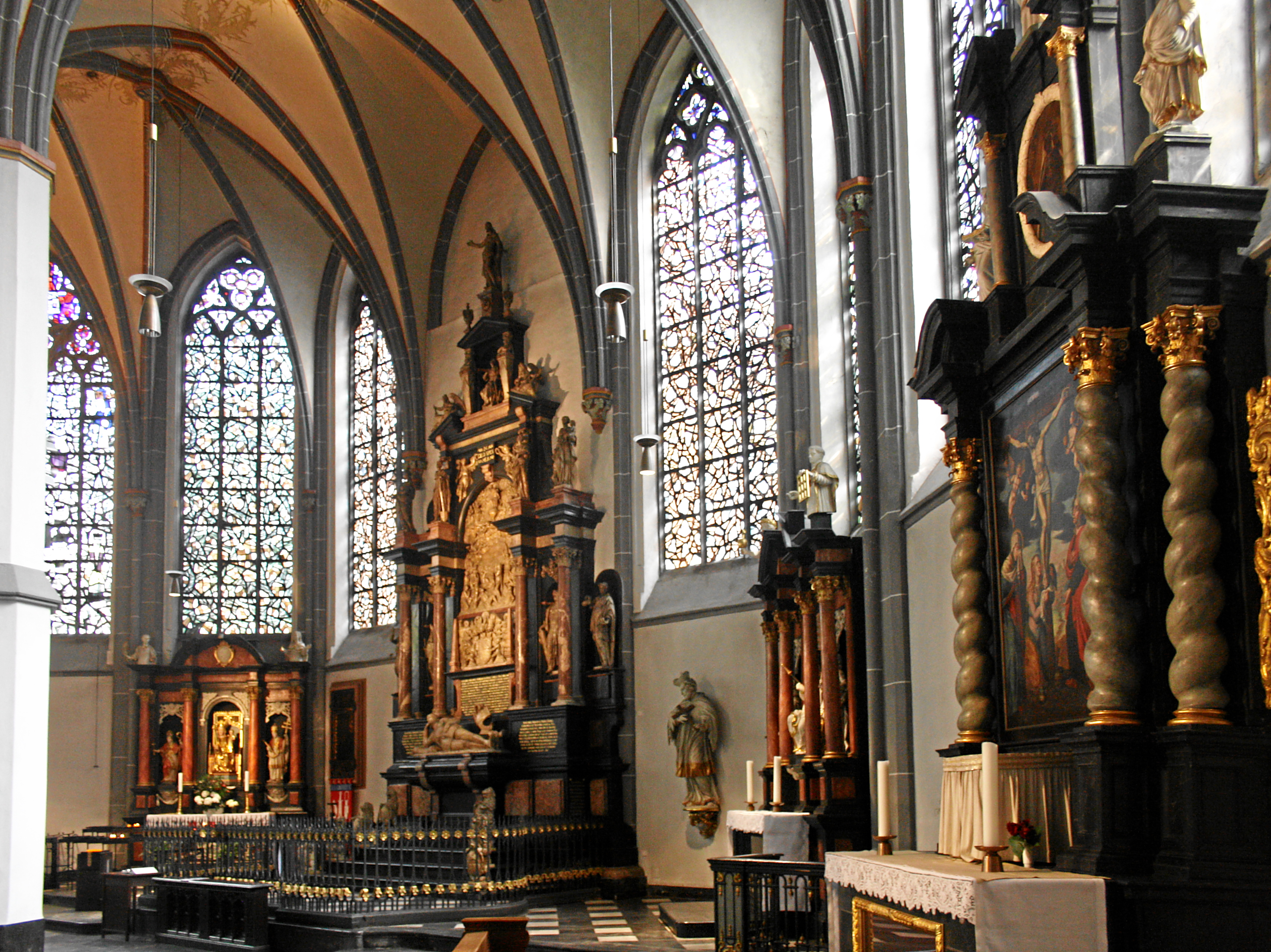
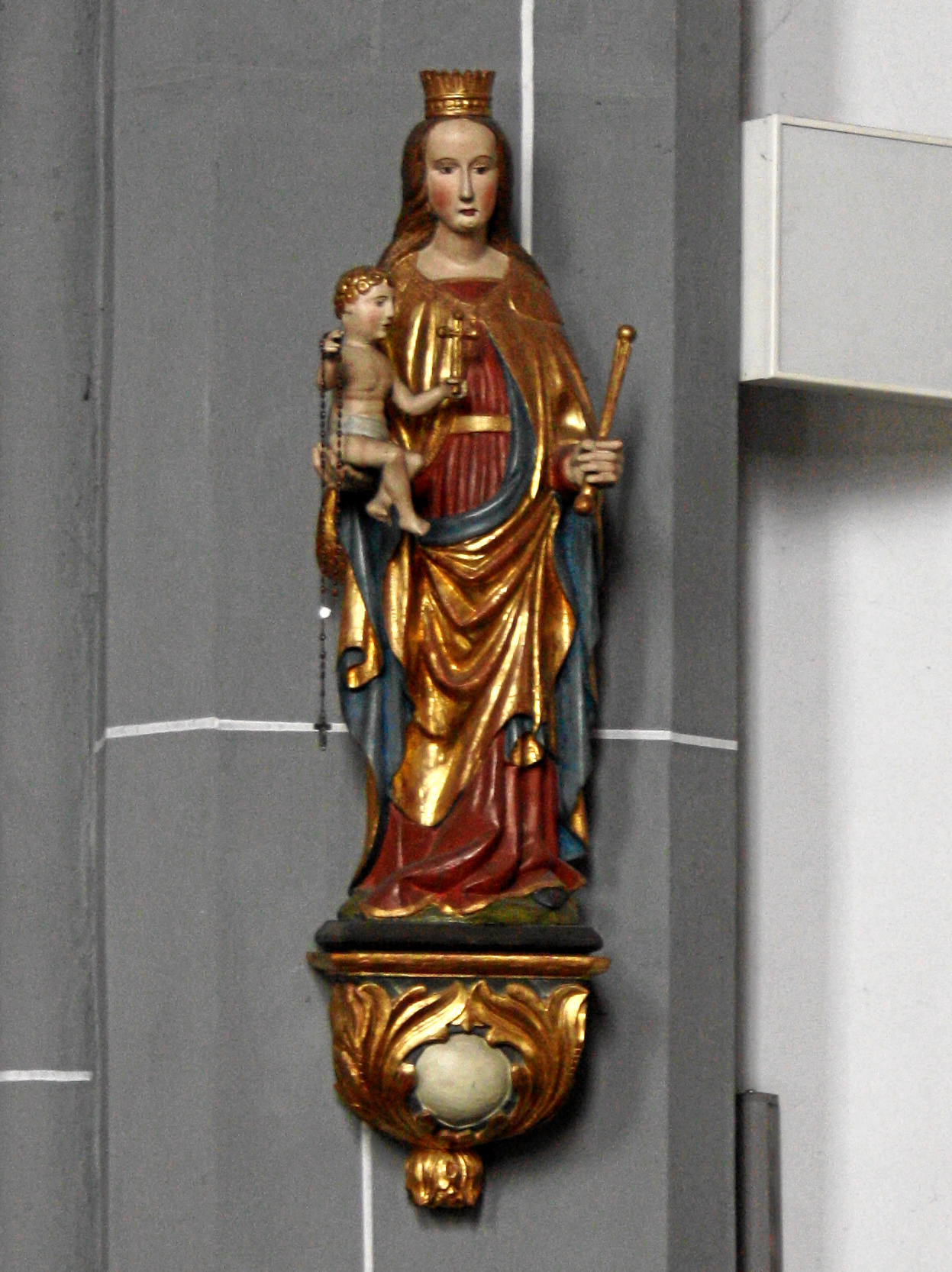
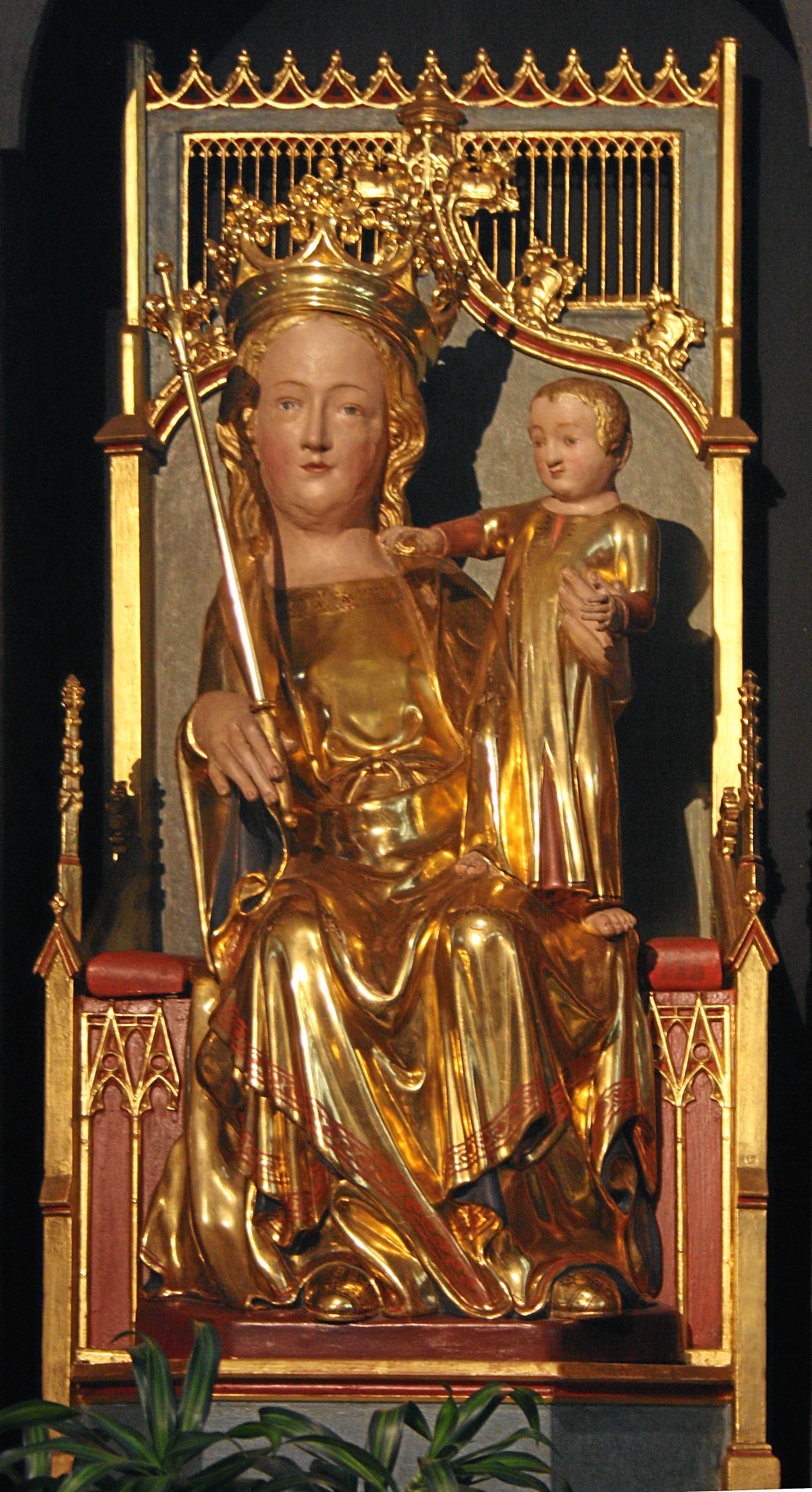
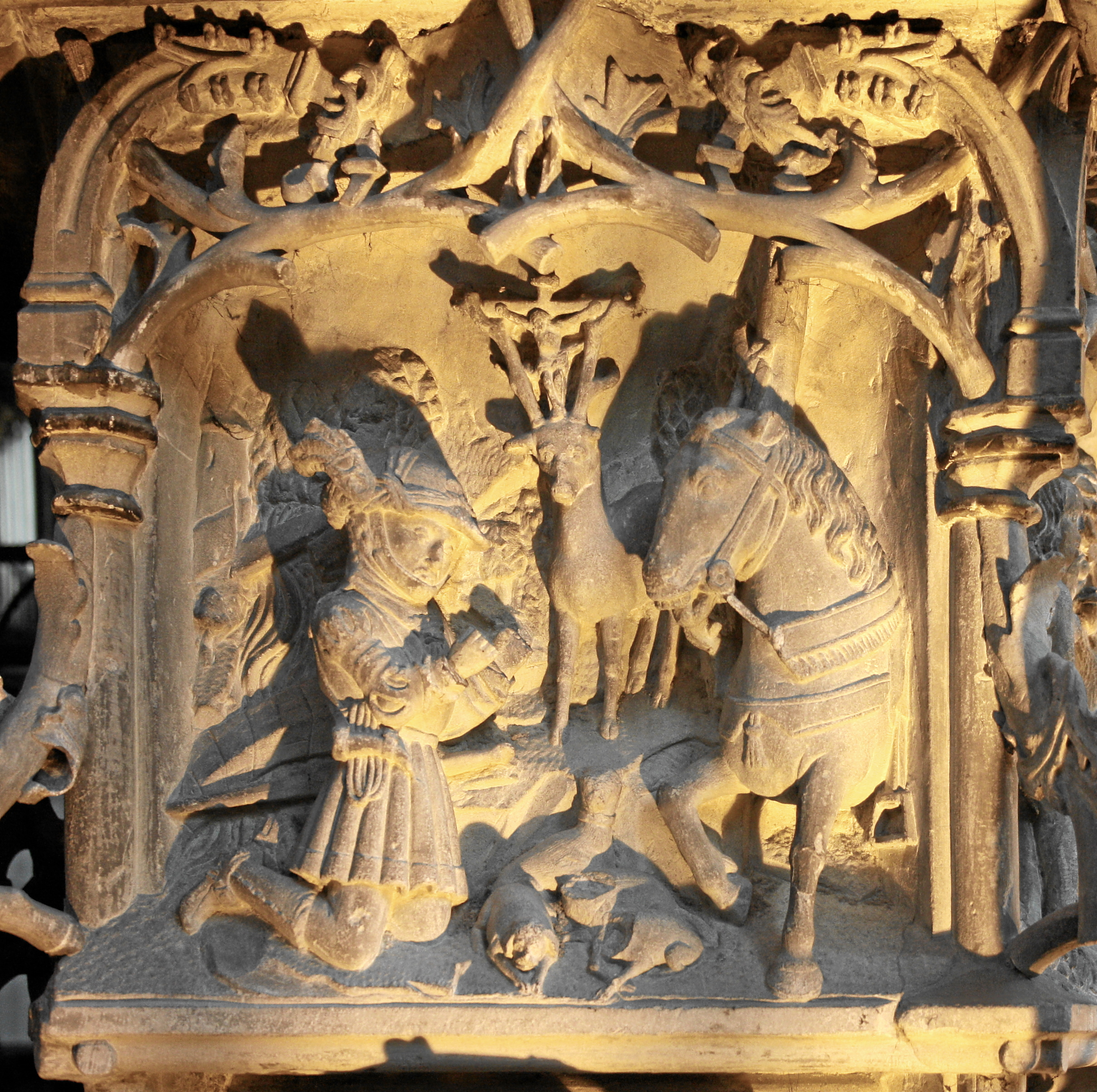
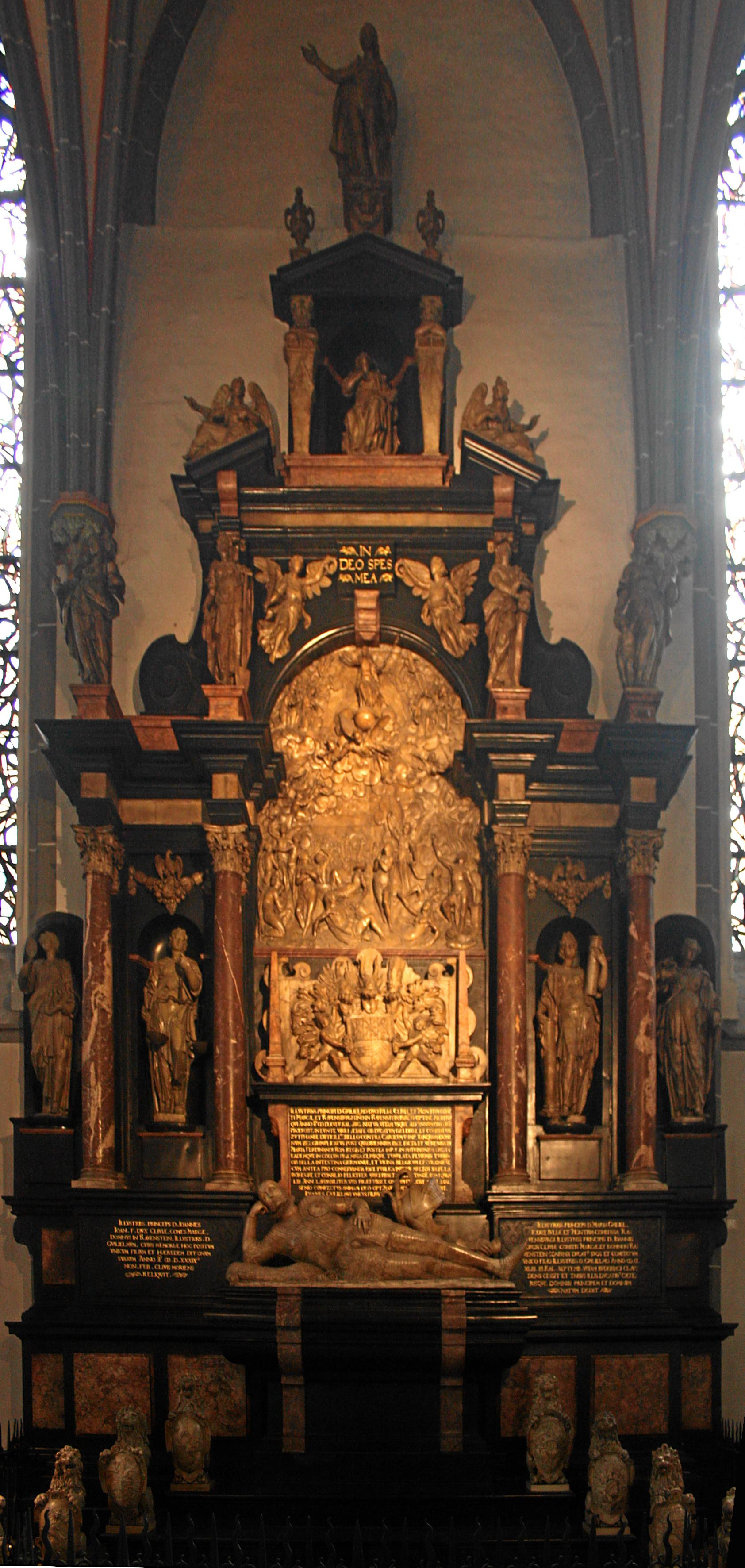
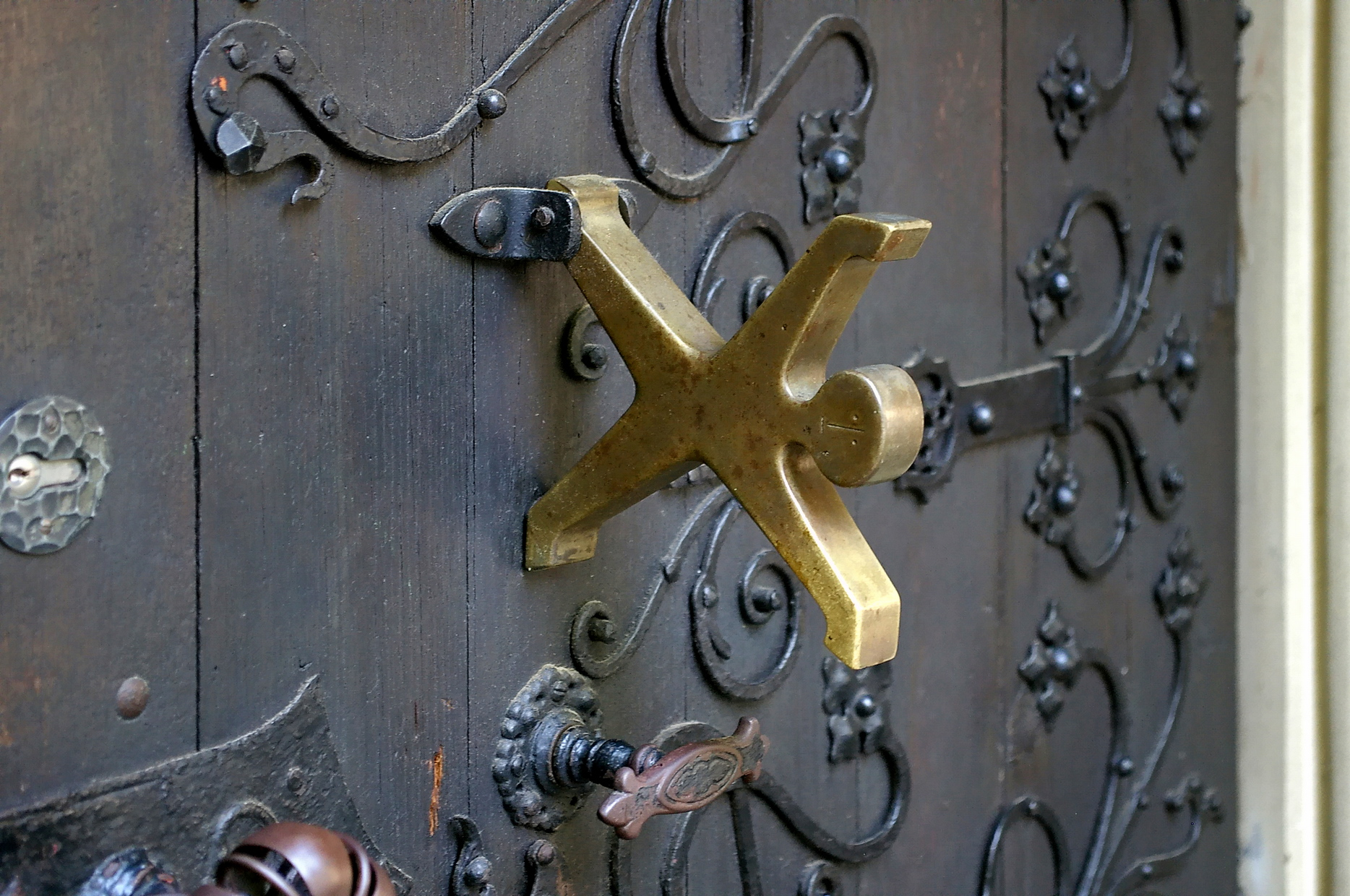